# Aurora (comté d'Érié, New York)
Pour les articles homonymes, voir Aurora.
Aurora est une ville située dans le comté d'Érié, dans l'État de New York, aux États-Unis,. En 2010, elle comptait une population de 13 782 habitants.

## Démographie
Lors du recensement de 2010, la ville comptait une population de 13 782 habitants. Elle est estimée, en 2019, à 10 865 habitants.